# 守口市立寺方南小学校
守口市立寺方南小学校（もりぐちしりつ てらかたみなみしょうがっこう）は、大阪府守口市寺方元町にある公立小学校。

## 沿革
- 2018年（平成30年）4月1日 - 守口市立寺方小学校及び守口市立南小学校を統合して開校。

## 通学区域
- 西郷通3丁目1～13番（その他市道東西橋波31号線以西の区域）、西郷通4丁目1～3番、10～11番（その他市道東西橋波31号線以西の区域）、高瀬町3丁目、4丁目、5丁目、東光町3丁目、寺方元町1丁目、2丁目、3丁目、4丁目、寺方本通1丁目1～6番（その他国道163号線以西の区域）、寺方本通2丁目1～2番（その他国道163号線以西の区域）、寺方錦通1丁目1～2番（その他国道163号線以西の区域）、馬場町2丁目（9番以外）、馬場町3丁目（12～14番以外）、南寺方北通1丁目、2丁目、松下町、南寺方中通1丁目、2丁目、3丁目、南寺方南通1丁目、2丁目、3丁目[1]

※卒業後は基本的に守口市立樟風中学校に進学する。